# Devībhāgavata Purāṇa

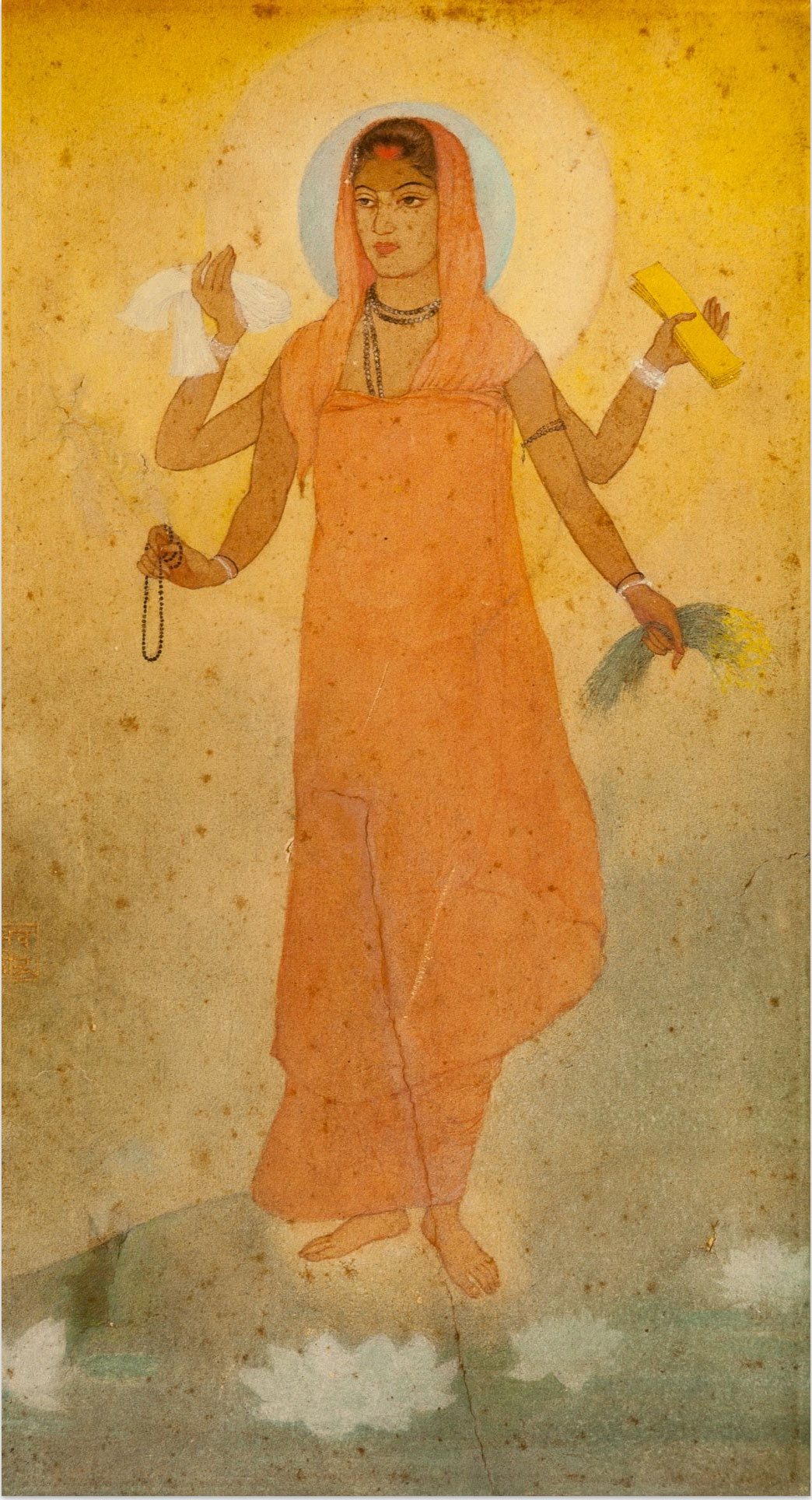
Bhārata Mātā, la Madre India, personificazione moderna della Dea Madre, Devī; dipinto di Abanindranath Tagore.

Il Devībhāgavata Purāṇa (devanagari  देवी भागवतपुराण; adattato in Devī Bhagavada Purana), noto anche come Śrīmad Devībhāgavatam, è uno dei principali testi cui fanno riferimento le tradizioni śakta, cioè quelle correnti devozionali dell'induismo che considerano la Dea, Devī, quale Essere Supremo.

## Generalità
Classificato come Upapurāṇa, cioè un Purāṇa minore, il testo, scritto in lingua bengalese e risalente a un'epoca compresa fra il VI e il XIV sec. e.v., è diviso in 12 sezioni e 318 capitoli, per complessivi 18000 versi. L'opera prende inizio con la descrizione della creazione dell'universo a opera della Dea, che si manifesta come triplice energia, ovvero secondo tre personificazioni della shakti.